# NGC 2297
NGC 2297 is een balkspiraalstelsel in het sterrenbeeld Schilder. Het hemelobject werd op 31 januari 1835 ontdekt door de Britse astronoom John Herschel.

## Synoniemen
- ESO 87-40
- FAIR 256
- IRAS 06440-6339
- PGC 19524